# 第111回天皇賞
第111回天皇賞（だい111かいてんのうしょう）は、1995年4月23日に京都競馬場で施行された競馬競走である。ライスシャワーがメジロマックイーンを破った前々年の天皇賞以来の優勝を果たした。馬齢は全て旧表記。

## レース施行時の状況
1994年に三冠と有馬記念を制したナリタブライアンは、前哨戦の阪神大賞典を圧勝したものの、股関節炎で出走回避を表明。ステイヤーズステークス、ダイヤモンドステークスを連勝したエアダブリンが1番人気に推されたものの、捻石の影響で阪神大賞典を使えず3ヶ月の休み明けであった。日経賞を制したインターライナーが2番人気、目黒記念を勝利したハギノリアルキングが3番人気に支持された。出走馬中唯一のGI馬で1992年の菊花賞、1993年春の天皇賞の覇者でもあるライスシャワーは京都記念、日経賞を共に6着だったこともあって4番人気となった。

### 前哨戦の結果
第43回阪神大賞典
| 着順 | 競走馬名           | 性齢 | 騎手     | タイム | 着差   |
| ---- | ------------------ | ---- | -------- | ------ | ------ |
| 1    | ナリタブライアン   | 牡5  | 南井克巳 | 3.08.2 |        |
| 2    | ハギノリアルキング | 牡6  | 武豊     | 3.09.3 | 7馬身  |
| 3    | タマモハイウェイ   | 牡5  | 四位洋文 | 3.09.4 | アタマ |

第43回日経賞
| 着順 | 競走馬名         | 性齢 | 騎手     | タイム | 着差    |
| ---- | ---------------- | ---- | -------- | ------ | ------- |
| 1    | インターライナー | 牡5  | 横山典弘 | 2.41.0 |         |
| 2    | ステージチャンプ | 牡5  | 蛯名正義 | 2.41.1 | 1/2馬身 |
| 3    | クリスタルケイ   | 牡7  | 柴田善臣 | 2.41.2 | クビ    |

第39回大阪杯
| 着順 | 競走馬名           | 性齢 | 騎手     | タイム | 着差    |
| ---- | ------------------ | ---- | -------- | ------ | ------- |
| 1    | インターマイウェイ | 牡6  | 松永幹夫 | 1.59.3 |         |
| 2    | ダンシングサーパス | 牡8  | 熊沢重文 | 1.59.5 | 3/4馬身 |
| 3    | エーブアゲイン     | 牡5  | 河内洋   | 1.59.5 | ハナ    |

## 出走馬と枠順
天候：曇り、芝：重馬場
| 枠番 | 馬番 | 競走馬名           | 性齢 | 騎手               | オッズ        | 調教師     |
| ---- | ---- | ------------------ | ---- | ------------------ | ------------- | ---------- |
| 1    | 1    | エアダブリン       | 牡5  | 岡部幸雄           | 3.5（1人）    | 伊藤雄二   |
| 1    | 2    | アグネスパレード   | 牝5  | 河内洋             | 33.8（9人）   | 長浜博之   |
| 2    | 3    | ライスシャワー     | 牡7  | 的場均             | 5.8（4人）    | 飯塚好次   |
| 2    | 4    | サンライトウェイ   | 牡6  | 上村洋行           | 18.8（7人）   | 武宏平     |
| 3    | 5    | ヤマニンドリーマー | 牝7  | 松永幹夫           | 136.7（18人） | 浅見国一   |
| 3    | 6    | ワンダフルタイム   | 牡5  | 塩村克己           | 57.7（14人）  | 新川恵     |
| 4    | 7    | ヤシマソブリン     | 牡5  | 坂井千明           | 13.9（5人）   | 松山康久   |
| 4    | 8    | ゴーゴーゼット     | 牡5  | 村本善之           | 35.6（10人）  | 新井仁     |
| 5    | 9    | イイデライナー     | 牡5  | 南井克巳           | 94.5（16人）  | 大久保正陽 |
| 5    | 10   | メイショウレグナム | 牡8  | 小島太             | 92.8（15人）  | 武邦彦     |
| 6    | 11   | キソジゴールド     | 牡7  | 安田康彦           | 96.4（17人）  | 安田伊佐夫 |
| 6    | 12   | タマモハイウェイ   | 牡5  | 四位洋文           | 38.0（12人）  | 吉永忍     |
| 7    | 13   | インターライナー   | 牡5  | 横山典弘           | 5.4（2人）    | 柄崎孝     |
| 7    | 14   | アルゼンチンタンゴ | 牡7  | 田原成貴           | 19.0（8人）   | 渡辺栄     |
| 7    | 15   | ステージチャンプ   | 牡6  | 蛯名正義           | 14.0（6人）   | 矢野進     |
| 8    | 16   | クリスタルケイ     | 牡7  | 幸英明             | 53.0（13人）  | 松元省一   |
| 8    | 17   | ハギノリアルキング | 牡6  | 武豊               | 5.5（3人）    | 小林稔     |
| 8    | 18   | ダイイチジョイフル | 牡7  | マイケル・ロバーツ | 35.6（11人）  | 伊藤雄二   |

## レース展開
クリスタルケイが逃げる展開となった。1周目の正面で早くもクリスタルケイが後続に絡まれ、またエアダブリンが掛かり気味に前へ行き、ライスシャワーも続く。向正面でライスシャワーが仕掛けはじめ3コーナーでスパートを開始すると、インターライナーとエアダブリンが追いかけるように仕掛け始め、4コーナーではライスシャワーが抜け出しそのまま最後の直線へ向かうこととなった。直線ではエアダブリン、インターライナーはあまり伸びず、押し切ろうとするライスシャワーに対して、ハギノリアルキングとステージチャンプが重馬場ながら追い込みを見せ、ステージチャンプがハギノリアルキングを抜き去りライスシャワーとほぼ同時にゴールした。ゴール後、ステージチャンプの鞍上蛯名がガッツポーズを見せ、一方関西テレビでこのレースを実況した杉本清はゴール後すぐ「やったやったライスシャワーです！」「メジロマックイーンもミホノブルボンも喜んでいる事でしょう」とライスシャワーの勝利を確信するという非常に際どい決着を迎えたが、結果はハナ差でライスシャワーの勝利となった。

## レース結果
| 着順 | 枠番 | 馬番 | 競走馬名           | タイム | 着差      |
| ---- | ---- | ---- | ------------------ | ------ | --------- |
| 1    | 2    | 3    | ライスシャワー     | 3.19.9 |           |
| 2    | 7    | 15   | ステージチャンプ   | 3.19.9 | ハナ      |
| 3    | 8    | 17   | ハギノリアルキング | 3.20.0 | 3/4馬身   |
| 4    | 7    | 13   | インターライナー   | 3.20.2 | 1 1/4馬身 |
| 5    | 1    | 1    | エアダブリン       | 3.20.4 | 1 1/4馬身 |

### 払戻金
| 単勝式 | 3    | 580円  |
| 複勝式 | 3    | 280円  |
| 複勝式 | 15   | 330円  |
| 複勝式 | 17   | 190円  |
| 枠連   | 2-7  | 900円  |
| 馬連   | 3-15 | 4090円 |

## 達成された記録
- ライスシャワーは天皇賞2勝目。春の2勝はメジロマックイーン以来。連覇でない天皇賞の2勝目は秋や春秋を含めて初[3]。
  - 超長距離GⅠ3勝・京都競馬場GⅠ3勝はいずれもメジロマックイーンに次ぐ史上2頭目、かつ2024年現在も歴代最多タイ

- リアルシャダイ産駒が1-3着を独占。こちらも春秋含めて史上初。

## 補足
1. ↑  当時のダイヤモンドステークスは1回東京の初日に開催
2. ↑  杉本清 『三冠へ向かって視界よし - 杉本清・競馬名実況100選』日本文芸社、1995年、ISBN 4537065427
3. ↑  2024年現在唯一